# Marvin Stamm

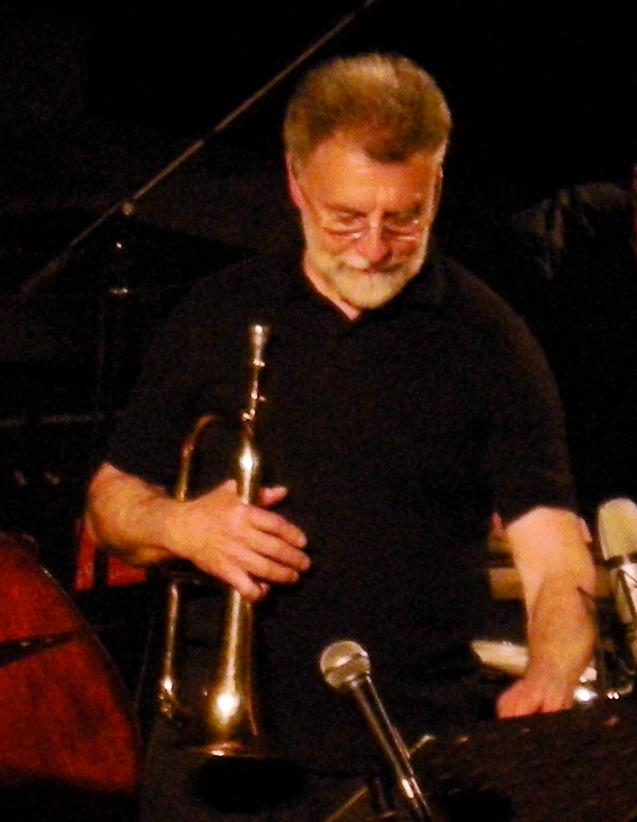
Marvin Stamm

Marvin Stamm (* 23. Mai 1939 in Memphis, Tennessee) ist ein US-amerikanischer Jazz-Trompeter. Martin Kunzler bewertet ihn als Leadtrompeter, „der zugleich auch mit solistischen Leistungen ersten Ranges aus der kleinen Elite seines Instruments herausragt.“

## Leben und Wirken
Stamm spielt seit seinem zwölften Lebensjahr Trompete und studierte an der North Texas State University bei Leon Breeden. Von 1961 bis 1963 war er Solotrompeter von Stan Kentons Mellophonium Orchestra, mit dem er fünf Alben einspielte. 1965 und 1966 tourte er mit Woody Herman, danach ging er nach New York City. Dort wurde er Mitglied des Thad Jones/Mel Lewis Orchestra und der Duke Pearson Big Band. 1973 bis 1974 trat er mit Frank Sinatra auf, danach mit dem Benny Goodman Sextet. Daneben arbeitete er als Studiomusiker mit u. a. mit Bill Evans, Quincy Jones, Oliver Nelson, Duke Pearson, Wes Montgomery, Freddie Hubbard, Stanley Turrentine, Patrick Williams, Michel Legrand, Lena Horne, Frank Foster, Paul Desmond, Joe Thomas, Gato Barbieri und George Benson. Im Popbereich sind Produktionen von Paul McCartney (Ram), Paul Simon, James Brown oder Barbra Streisand zu erwähnen.
In den 1980er Jahren trat er mit John Lewis’ American Jazz Orchestra, der Bob Mintzer Band, der George Gruntz Concert Jazz Band, Louie Bellsons Bigband und Quintett sowie der Bigband der Komponistin Maria Schneider auf. Danach arbeitete er vorwiegend mit einem eigenen Quartett, im Duo mit dem Pianisten Bill Mays sowie dem Westchester Jazz Orchestra, einer Bigband unter Joey Berkley (mit Tony Kadleck, Craig Johnson und Jim Rotondi, Trompete; Keith O’Quinn, Larry Farrell und George Flynn, Posaune; Jay Brandford, David Brandom, Ralph LaLama und Eddie Xiques, Saxophon; Ted Rosenthal, Klavier, Harvie S, Bass und Tony Jefferson, Schlagzeug). Zu hören ist er u. a. auch auf Mike Holobers Album Don’t Let Go (2022). Stamm lebt in North Salem, New York.

## Diskografie
- Machinations 1968 (Arrangements von Johnny Carisi)
- Stammpede, 1982
- Bop Boy mit Phil Markowitz, Bob Mintzer, Terry Clarke, Lincoln Goines,  1991
- Mystery Man mit Bob Malach, Bob Mintzer, Mike Richmond, Bill Charlap, Terry Clarke, 1993
- The Stamm/Soph Project, 2000
- By Ourselves, 2000
- Elegance, 2001
- The Stamm/Soph Project – Live at Birdland mit John Abercrombie, Bill Mays, Rufus Reid, Ed Soph, 2005

## Lexigraphische Einträge
- Leonard Feather, Ira Gitler: The Biographical Encyclopedia of Jazz. Oxford University Press, New York 1999, ISBN 0-19-532000-X.
- Martin Kunzler: Jazz-Lexikon. Band 2: M–Z (= rororo-Sachbuch. Bd. 16513). 2. Auflage. Rowohlt, Reinbek bei Hamburg 2004, ISBN 3-499-16513-9.